# Gars am Kamp
Pour les articles homonymes, voir Gars (homonymie).
Gars am Kamp est une commune (Marktgemeinde) autrichienne du district de Horn en Basse-Autriche. Située dans la région de Waldviertel au nord-ouest de Vienne, la localité a été au Moyen Âge, pendant un certain temps, une résidence de la maison de Babenberg, margraves d'Autriche. Depuis le XIXe siècle, elle est un lieu prisé de villégiature est une station climatique reconnue par l'État.

## Géographie

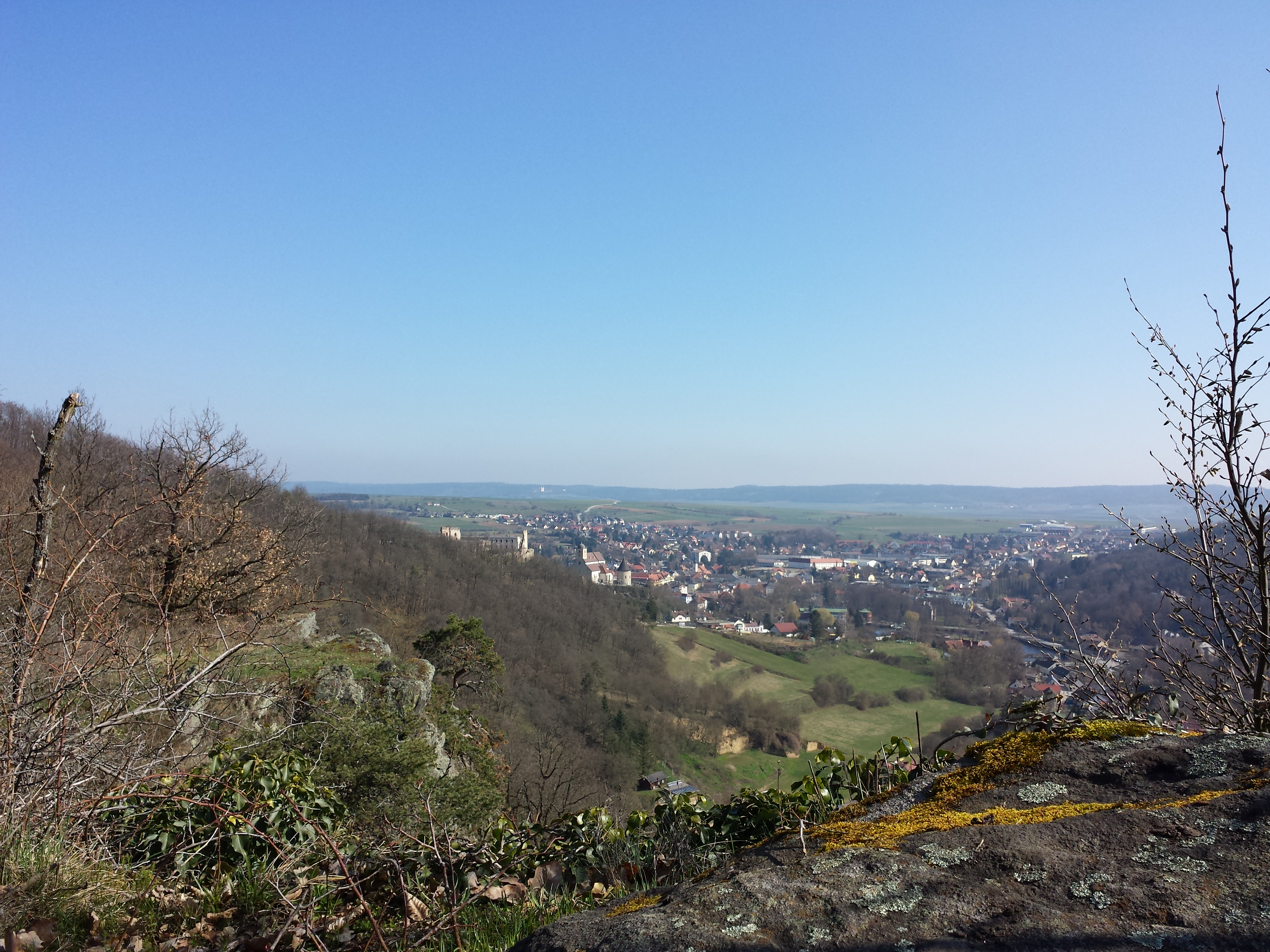
Vue sur la vallée du Kamp.

Le territoire communal s'étend dans le Waldviertel, la région nord-ouest de la Basse-Autriche, le long de la rivière Kamp, affluent du Danube. Les ruines du château de Gars am Kamp se dressent au quartier de Thunau sur une colline surplombant la rive droite, vis-à-vis du centre du village.

## Histoire
À cause de sa position stratégique dans la vallée du Kamp, le site était déjà peuplé à l'âge de pierre. La butte au-dessus de Thunau fut une ancienne colonie datant de la culture des champs d'urnes ; d*autres découvertes archéologiques correspondent à la culture de Hallstatt et de La Tène. Dans l'Antiquité, les Marcomans se sont installés dans la région.
Vers l'an 800, des tribus slaves y érigèrent une place forte (grad) qui fut probablement détruite pendant les invasions des Magyars au Xe siècle. Après la création du margraviat d'Autriche, les Babenberg étaient arrivés au milieu de la vallée du Kamp en 1041. Après que le margrave Léopold II en 1082 est entré en conflit avec le duc Vratislav II de Bohême, prince souverain des domaines de Moravie au nord, il déplaça sa résidences de Melk sur le Danube vers Gars am Kamp. Pendant plusieurs années, le château fut la capitale du margraviat avant que Léopold III d'Autriche, fils de Léopold II, alla s'installer à Klosterneuburg vers 1110. La forteresse est ensuite devenue un siège des ministériels au service des margraves puis ducs d'Autriche ; la colonie au-dessous dispose du droit de tenir marché en 1279.

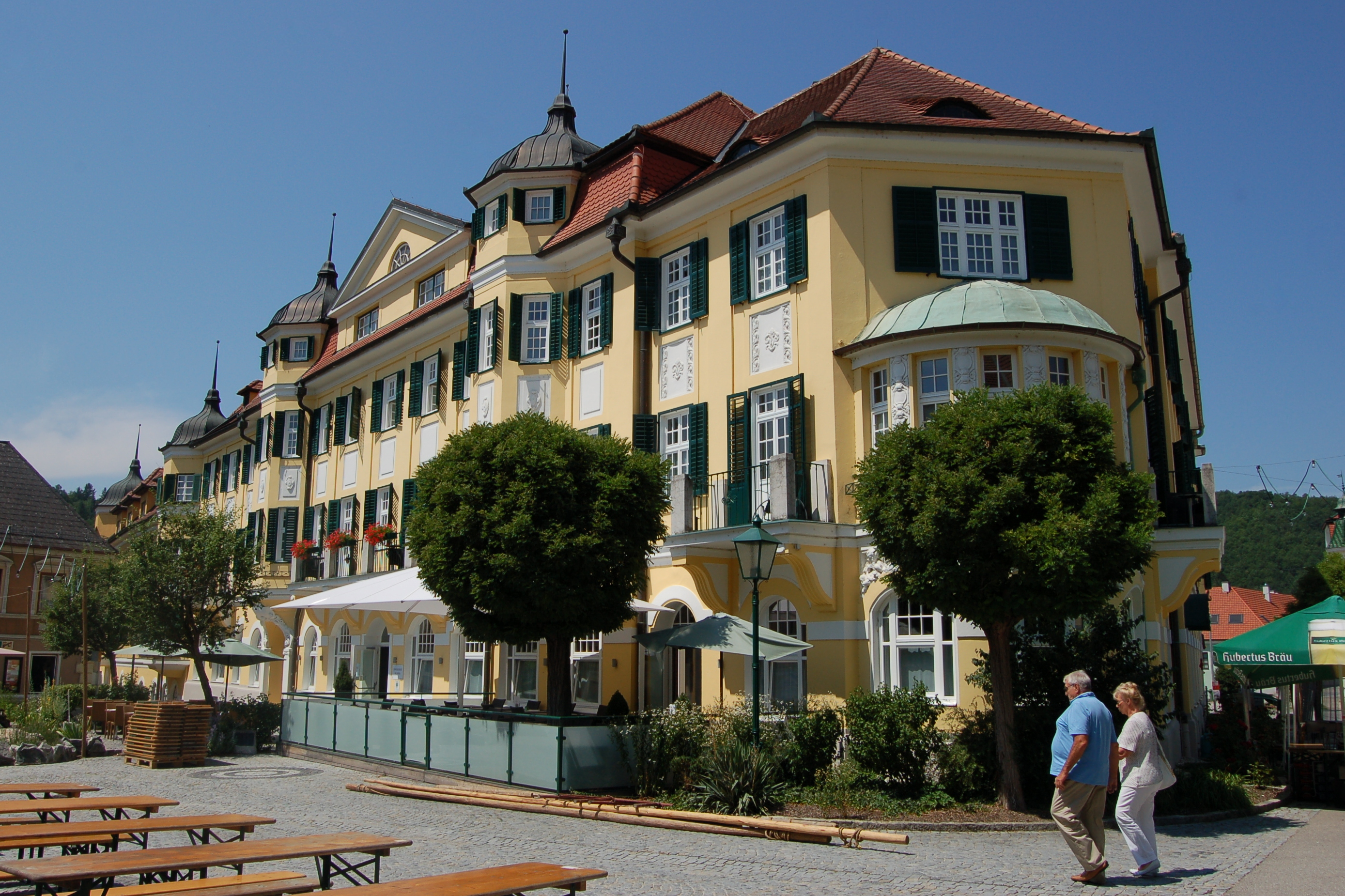
L'hôtel Kamptaler Hof.

Au milieu du XIXe siècle, Gars am Kamp devient une destination populaire pour ceux qui ont cherché loisir et repos. L'un des plus célèbres d'entre eux est le compositeur Franz von Suppé (1819-1895) qui y passait ses étés dès 1876. Les parents du réalisateur Fritz Lang (1890-1976) possèdaient une maison de vacances dans le lieu, de même que le musicien Falco (1957-1998) quelques décennies plus tard. En 1907 et 1908, le futur compositeur Hanns Eisler (1898-1962) y séjournait avec ses parents, et il revient plusieurs fois à l'âge adulte. En 1912, l'écrivaine Friderike Maria Burger (1882-1971) correspondait de là avec son futur mari Stefan Zweig.

## Personnalités liées à la commune
- Helmuth Gräff (né en 1958), peintre.

## Jumelages
La commune de Gars am Kamp est jumelée avec :
- Gars am Inn (Allemagne)